# Yattaman/Mr. Baseball
Yattaman/Mr. Baseball è un singolo dei gruppi I Cavalieri del Re ed Happy Gang, pubblicato nel 1983.

## Tracce
1. I Cavalieri del Re – Yattaman – 3:15 (Riccardo Zara)
2. Happy Gang – Mr. Baseball (testo: Lucio Macchiarella – musica: Mauro Goldsand e Aldo Tamborelli)

## Descrizione
Yattaman è un brano musicale impiegato come sigla per l'anime omonimo. Il demo originale era stato proposto come sigla per un altro anime, Tom Story, con il titolo Tommy & Huck, ma venne scartato e successivamente riadattato nel testo per Yattaman, mantenendo lo stesso arrangiamento.
Mr. Baseball è un brano musicale impiegato come sigla per l'anime omonimo.

## Formazione

### Yattaman
- Riccardo Zara – voce, cori, tastiere, chitarre, basso
- Walter Scebran – batteria
- Clara Serina – cori
- Guiomar Serina – cori